# Syed Hussain Shah
Syed Hussain Shah (urdu سيد•حسين شاه, ur. 14 sierpnia 1964 w Lyari w Karaczi) – pakistański bokser, medalista igrzysk olimpijskich w 1988.
Zwyciężył w wadze średniej (do 75 kg) na igrzyskach Azji Południowej w 1984 w Katmandu i na igrzyskach Azji Południowej w 1985 w Dhace. Zdobył srebrny medal w wadze półciężkiej (do 81 kg) na igrzyskach azjatyckich w 1986 w Seulu. Po raz trzeci zdobył złoty medal w wadze średniej na igrzyskach Azji Południowej w 1987 w Kolkacie. Zwyciężył w tej kategorii wagowej na mistrzostwach Azji w 1987 w Kuwejcie.
Na igrzyskach olimpijskich w 1988 w Seulu zdobył brązowy medal w kategorii średniej, po wygraniu trzech walk i przegranej w półfinale z Egertonem Marcusem z Kanady. jest to do tej pory (sierpień 2021) jeden z dwóch medali olimpijskich wywalczonych przez reprezentantów Pakistanu w sportach indywidualnych (inny medal, również brązowy, zdobył zapaśnik Muhammad Bashir w 1960 w Rzymie).
Zdobył srebrny medal w wadze średniej na  mistrzostwach Azji w 1989 w Pekinie. Po raz kolejny zwyciężył w tej kategorii na igrzyskach Azji Południowej w 1989 w Islamabadzie. Przegrał pierwszą walkę w wadze średniej na igrzyskach Wspólnoty Narodów w 1990 w Auckland, a także na igrzyskach azjatyckich w 1990 w Pekinie.
Po raz piąty zwyciężył na igrzyskach Azji Południowej w 1991 w Kolombo, tym razem w wadze półciężkiej.
Jego syn Shah Hussain Shah jest judoką, olimpijczykiem z 2016 i 2020.